# Савенки (Киевская область)
Савенки (укр. Савенки) — село, входит в Вышгородский район Киевской области Украины.
Население по переписи 2001 года составляло 135 человек. Почтовый индекс — 07314. Телефонный код — 4596. Занимает площадь 0,7 км². Код КОАТУУ — 3221880403.

## Местный совет
07314, Київська обл., Вишгородський р-н, с.Абрамівка, вул.Леніна,2